# Ichneumon connectens
Ichneumon connectens är en stekelart som beskrevs av Per Abraham Roman 1904. Ichneumon connectens ingår i släktet Ichneumon och familjen brokparasitsteklar. Arten är reproducerande i Sverige. Inga underarter finns listade i Catalogue of Life.